# 데릭 보아텡
데릭 오우수 보아텡(영어: Derek Owusu Boateng, 1983년 5월 2일 ~ )는 가나의 은퇴한 축구 선수로, 수비형 미드필더로 활약했다. 가나에서 태어난 보아텡은 1999년부터 2017년까지 그리스, 스웨덴, 이스라엘, 독일, 스페인, 우크라이나, 잉글랜드, 미국에서 프로 축구 선수로 활동했다. 2001년부터 2013년까지 국가대표로 활약한 그는 가나 국가대표팀에서 47경기에 출전했으며, 2006년과 2010년 FIFA 월드컵에서 자국을 대표했다.

## 구단 경력

### AIK
그는 2003년 8월에 AIK와 계약했다. 2004 시즌에 AIK는 클럽 역사상 세 번째로 알스벤스칸에서 강등되었다. 다음 시즌에 AIK는 수페레탄에서 우승한 후 승격을 이루었고, 준우승팀 외스테르스와 승점 9점 차이로 차이가 났다. 보아텡은 2007년 말까지 AIK와 계약을 1년 더 연장했다. 베이타르 예루살렘으로 떠난 보아텡은 인터뷰에서 스웨덴과 AIK를 사랑하며, 언젠가 자신이 응원하는 팀인 알스벤스칸과 AIK로 돌아올 것이라고 말했다.

### 베이타르 예루살렘
2006년 7월, 보아텡은 2009년 1월까지 베이타르 예루살렘과 계약을 맺었다. 보아텡은 베이타르 예루살렘이 역사상 다섯 번째이자 10년 만에 리그 우승을 차지하는 데 기여했으며, 캠페인에서 4골을 기록했다.

### 쾰른
2009년 1월 21일, 보아텡은 1. FC 쾰른과 4년 계약을 체결했다.

### 헤타페
그러나 2009년 7월 31일, 헤타페는 그를 쾰른에서 100만 유로에 영입했다. 그는 스페인 클럽에서 두 시즌 넘게 머물며 61경기에 출전해 두 골을 넣었다.

### 풀럼
2013년 5월, 보아텡은 가나 라디오를 통해 프리미어리그 클럽 풀럼으로 자유 이적했다고 확인했다. 그는 "풀럼과 2년 계약을 체결했으며 화요일에 처음으로 훈련할 예정입니다. 좋은 이적이라고 생각하며 마침내 이 계약이 확정되어 기쁩니다."라고 말했다.

### 라요 바예카노
풀럼과의 계약이 만료된 후, 보아텡은 2014년 6월 3일, 스페인 클럽 라요 바예카노에 합류하기로 결정했다. 그러나 불과 두 달 후, 그는 파코 헤메스 감독에 의해 요구 사항을 초과한 것으로 간주되었고, 8월 18일, 마드리드 유니폼과의 계약을 철회했다.

## 국가대표팀 경력
보아텡은 2001년 파나티나이코스에서 뛰던 중 아르헨티나에서 열린 FIFA 세계 청소년 축구 선수권 대회에서 가나 국가대표팀으로도 활약하며 결승에 진출했다. 가나와의 친선 경기에서 프랑스 클럽 니스를 상대로 한 경기에 출전한 후 2006년 FIFA 월드컵에서 가나 국가대표팀에 선발되었다. 2006년 6월 17일, 체코와의 2-0 승리에서 오토 아도를 대신해 하프타임에 교체 투입되며 첫 FIFA 월드컵 출전을 기록했다. 또한 가나가 8강에 진출한 2010년 FIFA 월드컵에도 국가대표팀에 선발되었다.